# Michael Haneke
Michael Haneke ((IPA: [ˈmɪçaːʔɛl ˈhaːnəkə]); Monaco di Baviera, 23 marzo 1942) è un regista, sceneggiatore e critico cinematografico austriaco.

## Biografia
Haneke nasce a Monaco di Baviera, ma cresce a Wiener Neustadt (nella Bassa Austria), figlio dell'attore e regista tedesco Fritz Haneke e dell'attrice austriaca Beatrix von Degenschild. A seguito della separazione dei genitori, la madre si risposerà poi con il compositore austriaco Alexander Steinbrecher, già patrigno, tramite un suo precedente matrimonio, del futuro attore Christoph Waltz. Ha studiato filosofia e psicologia all'Università di Vienna. Dopo la laurea è diventato critico cinematografico e poi un regista televisivo (1973). Il debutto nel mondo del cinema avviene nel 1989 con Il settimo continente (Der siebte Kontinent).
Il suo film La pianista (La pianiste) ha vinto il Grand Prix Speciale della Giuria al Festival di Cannes 2001 e i suoi due interpreti Benoît Magimel e Isabelle Huppert hanno vinto il premio come miglior attore e miglior attrice.
Nel 2005 ha vinto il premio per la miglior regia al Festival di Cannes con Niente da nascondere (Caché). Quattro anni dopo, nel 2009, si è aggiudicato la Palma d'oro per Il nastro bianco (Das weisse band).
Nel 2012 ritorna a Cannes, vincendo per la seconda volta la Palma d'oro col film Amour, con il quale si aggiudica anche il premio Oscar per il miglior film straniero.

## Filmografia

### Cinema
- Il settimo continente (Der siebente Kontinent) (1989)
- Benny's Video (1992)
- 71 frammenti di una cronologia del caso (71 Fragmente einer Chronologie des Zufalls) (1994)
- Lumière et compagnie (1995)
- Funny Games (1997)
- Storie (Code Inconnu: Recit Incomplet De Divers Voyages) (2000)
- La pianista (La pianiste/Die Klavierspielerin) (2001)
- Il tempo dei lupi (Le temps du loup/Wolfzeit) (2003)
- Niente da nascondere (Caché) (2005)
- Funny Games (2007)
- Il nastro bianco (Das weiße Band) (2009)
- Amour (2012)
- Happy End (2017)

### Televisione
- ...Und was kommt danach? – film TV (1974)
- Drei Wege zum See – film TV (1976)
- Sperrmüll – film TV (1976)
- Lemminge, Teil 1: Arkadien – film TV (1979)
- Lemminge, Teil 2: Verletzungen – film TV (1979)
- Variation – film TV (1983)
- Wer war Edgar Allan? – film TV (1984)
- Fraulein – film TV (1986)
- Nachruf für einen Mörder – film TV (1991)
- Die Rebellion – film TV (1992)
- Das Schloss – film TV (1997)

## Premi e riconoscimenti
- Festival di Cannes 2001 - Grand Prix Speciale della Giuria per La pianista
- Festival di Cannes 2005 - Prix de la mise en scène per Niente da nascondere
- Festival di Cannes 2009 - Palma d'oro per Il nastro bianco
- Festival di Cannes 2012 - Palma d'oro per Amour
- Premi Oscar 2013 - Candidatura per la migliore regia per Amour
- Premi Oscar 2013 - Candidatura per la miglior sceneggiatura originale per Amour
- European Film Awards 2001 - Candidatura miglior sceneggiatura europea per La pianista
- European Film Awards 2001 - Candidatura miglior film europeo per La pianista
- European Film Awards 2005 - Miglior regista europeo per Niente da nascondere
- European Film Awards 2005 - Candidatura miglior sceneggiatura europea per Niente da nascondere
- European Film Awards 2009 - Miglior regista europeo per Il nastro bianco
- European Film Awards 2009 - Miglior film europeo per Il nastro bianco
- European Film Awards 2009 - Miglior sceneggiatura europea per Il nastro bianco
- European Film Awards 2012 - Miglior regista europeo per Amour
- European Film Awards 2012 - Miglior film europeo per Amour
- European Film Awards 2012 - Candidatura miglior sceneggiatura europea per Amour
- Viennale 1992 - Miglior film per Benny's video
- Viennale 2012 - Miglior film per Amour